# Sitting Pretty
 Sitting Pretty és una pel·lícula estatunidenca dirigida per Walter Lang, estrenada el 1948.

## Argument
Tacey i Harry King són una parella d'un ambient suburbà amb tres fills i una necessitat seriosa d'un cangur. Tacey posa un anunci al diari. Finalment, com a part de la seva investigació per escriure un llibre, un novel·lista treballa com a cangur de tres intractables nens.

## Repartiment
- Robert Young: Harry King
- Maureen O'Hara: Tacey King
- Clifton Webb: Lynn Belvedere
- Richard Haydn: Mr. Clarence Appleton
- Louise Allbritton: Edna Philby
- Randy Stuart: Peggy
- Ed Begley: Horatio J. Hammond
- J. Farrell MacDonald (no surt als crèdits): Un policia
- Cara Williams: (no surt als crèdits) secretària

## Premis i nominacions
Nominacions
- 1949: Oscar al millor actor per Clifton Webb